# 黑板

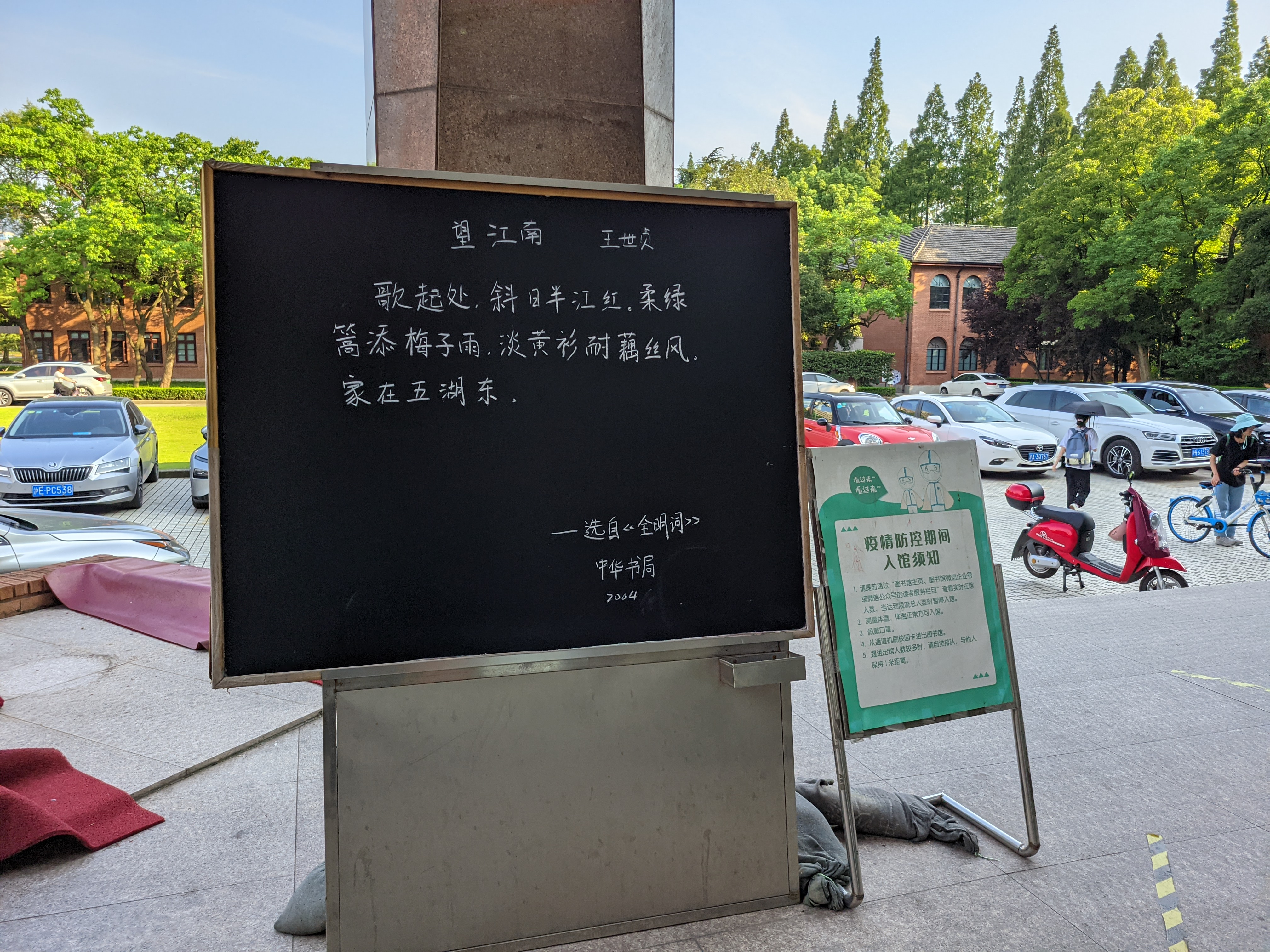
黑色的黑板

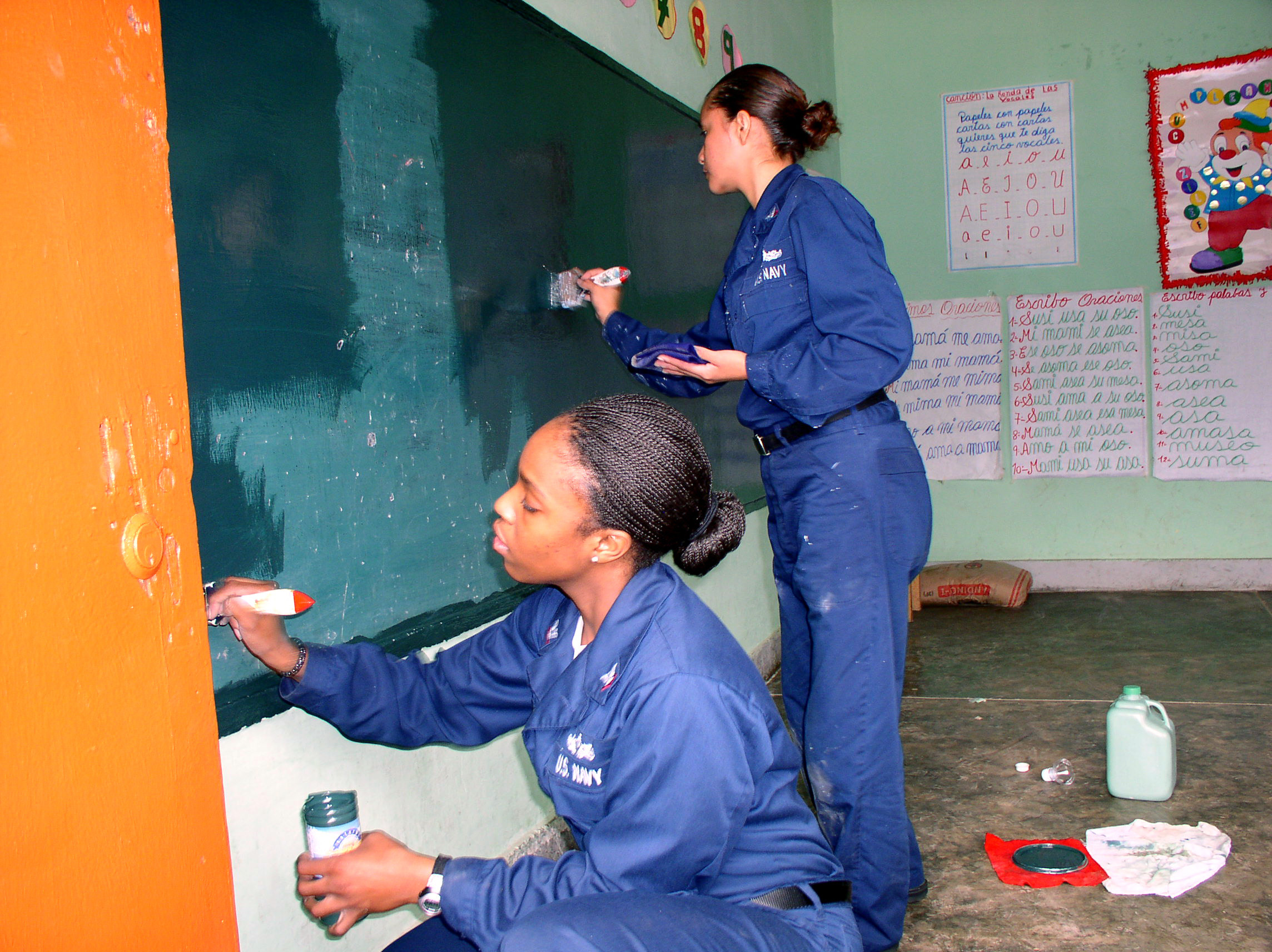
深綠色的黑板

黑板是能讓粉筆於上面標記的平面，通常用作書寫。
黑板可以是一塊漆了深色顏料（通常是深綠色或黑色）的板。黑板下方通常會有一個窄長的架，能放置粉筆和黑板擦，有些會裝有粉筆盒以收納粉筆、收集粉筆灰。
黑板常用於教學。用沾了水的布或黑板擦（一塊帶氈的木，或一個用布捲成的物體）便可輕易去除粉筆跡。在濕的黑板上書寫，那些粉筆跡難以抹除。

## 优缺点
黑板的缺點在於使用時會產生不少塵埃（就粉筆的品質而定），有些人會因此而覺得不適，甚至引致呼吸困難。一部份人長時間用粉筆書寫後，與粉筆接觸的手指皮膚可能會發炎。可是，其他展示資訊的方法更昂貴且亦有不足之處，所以至今黑板在教室裡仍然被廣泛使用。但在一些地方，例如辦公室，不會產生塵埃的白板開始漸漸取代黑板。
与白板相比，黑板有如下优势：
- 粉笔不需要额外养护；白板笔使用后需要盖上笔帽
- 相对于白板笔，粉笔的价格更低廉
- 粉笔气味温和；白板笔多有刺鼻气味
- 粉笔痕迹容易被清除；长时间留在白板上的字迹需要特殊溶剂擦除
- 织物上的粉笔可以轻易脱落；白板笔一般会对布料形成永久性染色
- 不易反光

## 外部連結
- 黑板也會反光? (物理)（页面存档备份，存于）